# Migny
Migny é uma comuna francesa na região administrativa do Centro, no departamento Indre. Estende-se por uma área de 13 km². Em 2010 a comuna tinha 129 habitantes (densidade: 9,9 hab./km²).